# ノラナ
ノラナ（学：Nolana）は、ナス科に属する多年草。または、ノラナ属に属する植物の総称である。

## 特徴
チリ・ペルー原産の乾燥地に自生する一年草である（N. galapagensisのみガラパゴス諸島に自生する）。3～5月の春季に開花する。耐乾性に優れる。果実は小さな蒴果で成熟すると周囲に種子を散布する。排水性に優れた土壌を好む。本来は多年草であるが、耐寒性が無く日本では冬を迎える前に枯死してしまうので一年草として扱われる。花は漏斗状で、花色は青紫色、もしくは紫色で、ペチュニアの花を小振りにした様な形状をしている。中心部の色は花色に問わず白色になる。種子は黒色である。8月19日の誕生花で、花言葉には「揺れる心」と言うものがある。
花及び果実の形状が特殊であるため、「ノラナ科」とする説や、ヒルガオ科とするなど諸説があったが分子系統学によりナス科に属し、特にクコ属に近縁であると判明した。

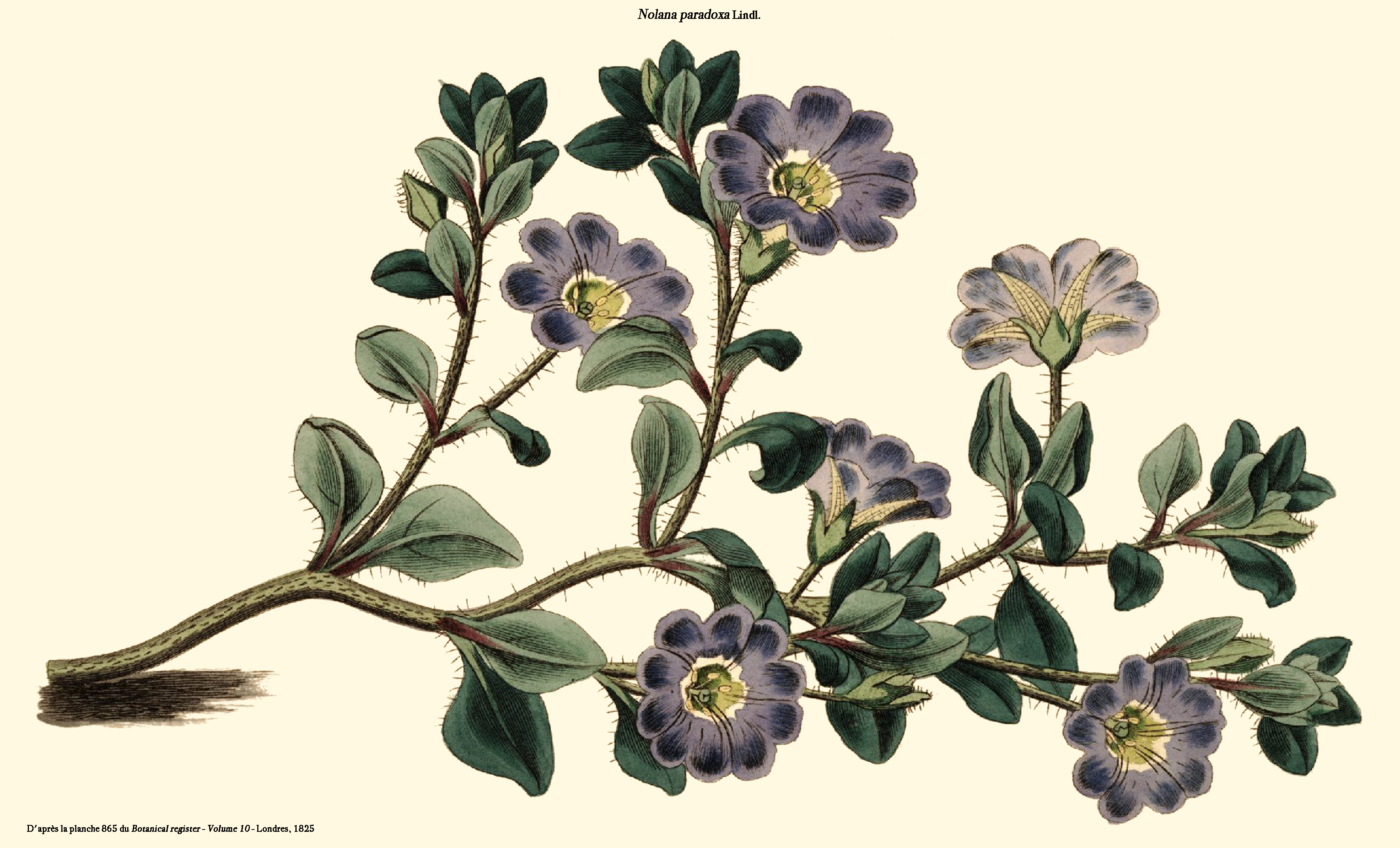
パラドクサ種のスケッチ。

## 利用
花の美しさから夏の草花として扱われる。但し直射日光を嫌う為、栽培に工夫が必要。他の用途として緑肥植物としても栽培される事がある。切り花にもされる事がある。

## 名称について
学名のノラナは、「小さな鐘」を意味するラテン語の"nola"に由来し、1762年にカール・フォン・リンネ (子)により創設された。英名はペルー原産であることから。和名とされる「ハイナス」は、本種が匍匐性の性質を示し、ナス科の植物である事にちなむ。

## 種
約80種が認められているが、一部抜粋して掲載する。本属の中で広く栽培される種はパラドクサ種である。参考元はこちら。
- ノラナ・ガラパジェンシス

（Nolana galapagensis）
- ノラナ・パラドクサ

（Nolana paradoxa）